# Statul Bahr al Ghazal de Nord
Statul Bahr al Ghazal de Nord este una dintre cele 10 unități administrativ-teritoriale de gradul I ale Sudanului de Sud. Reședința sa este orașul Aweil.